# پودریمتسه
پودریمتسه (به صربی: Podrimce) یک منطقهٔ مسکونی در صربستان است که در لسکواس واقع شده‌است. پودریمتسه ۲۸۳ نفر جمعیت دارد.